# Die Trying
Die Trying ist eine 2001 in Sacramento, Kalifornien gegründete Rock-Band. Der Bandname hat seinen Ursprung bei der Bereitschaft, alles zu machen, um etwas zu erreichen. Sie wollen es entweder tun, oder bei dem Versuch dahin sterben.

## Geschichte
Die Trying unterschreiben 2002 einen Plattenvertrag mit Island Records und veröffentlichen am 10. Juni 2003 ihr erstes, nach dem Bandnamen betiteltes, Album. Produziert wird es von Neal Avron. Einen Gastauftritt darauf hat Jacoby Shaddix, Sänger der Band Papa Roach, der zusammen mit Die-Trying-Sänger Jenson aufgewachsen ist.
Die Trying lösen sich 2004 auf. Als Grund geben sie „shitty management, drugs, lawsuits, band drama, and all kinds of bad luck“ („schlechtes Management, Drogen, Gerichtsprozesse, Bandstreitigkeiten und alle Arten von Pech“) an.
2006 wird die Band als Vanity Kills neugegründet, 2007 erst in Sin City Angels umbenannt um schließlich wieder bei Die Trying zu landen.

## Diskografie

### Alben
- Die Trying (2003, Island Records)

### Singles
- Oxygen's Gone